# نفر (ایل)
نفر ایلی ترک‌تبار ساکن ایران است. عمده مردم ایل نفر امروزه در استان فارس ساکن شده‌اند.

## سرزمین و کوچ
پس از گذر از زندگی کوچ نشینی طوایف ایل نفر در شهرها و روستاهای ییلاق و قشلاق یکجانشین شده‌اند. از جمله مهم‌ترین مراکز سکونت فعلی طوایف ایل نفر شهرهای مرودشت، زرقان بیضا، شیراز، فسا، سروستان، کوار، خفر، بخش صحرای باغ، نیمه، کرمستج، لطیفی، بریز شهر لار از توابع شهرستان لارستان، اَرد از توابع شهرستان گراش استان فارس و روستای خوزو از توابع لامرد استان فارس، خنج و بخش فورگ از توابع داراب استان فارس و شهرستان حاجی‌آباد استان هرمزگان و شهرستان‌های اصفهان، شهرضا، گلشن، دستگرد، زیار، بران از توابع استان اصفهان و روستاهای اطراف آنها و شهرستان‌های بن، سفید دشت، بروجن، سامان، مرغملک، شهرک کیان از توابع استان چهار محال و بختیاری و روستاهای اطراف آنهاست.
ً
ایل نفر خود شامل چندین طایفه می‌باشد که اکنون تقریباً روستاهای اطراف این شهرها، یکجانشین شده‌اند. البته تیره‌ها و خانوارهایی از ایل نفر نیز به مناطقی دوردست مانند شهرستان گرمسار بخش چهارقشلاق روستای قشلاق نفراز توابع استان سمنان و شهرستان‌های ورامین، شهریار، شهر ری، فردوس، قرچک از توابع استان تهران و تاکستان از توابع استان قزوین و شهرستان‌های ساوه استان مرکزی و شهرستان آمل و بابل و روستای نفرخیل از توابع استان مازندارن و اهواز، آبادان، امیدیه استان خوزستان مهاجرت نموده‌اند.

## دین و زبان
زبان طوایف ایل نفر ترکمانی قزلباشی شاخه‌ای خاص از زبان ترکی است که به آن متکلم اند و مذهب شیعه دارند.

## طوایف
ایل نفر دارای ۲۴ طایفه است:
1. زمانخانلو
2. دولخانلو
3. بادکی
4. تاتملو
5. ستارلو
6. سنجرلو
7. شولی
8. گندشلو
9. بیگدلی
10. قره گوزلو
11. قره چه ای
12. قیدرلو
13. قبادخانلو
14. قره باجاقلو
15. قادلو
16. جرغه
17. قره نفر
18. قره قلاق
19. لرنفر
20. عراقی
21. خوشنامی
22. جن-جین
23. چنگری
24. مرگ ماری